# Amstel Pilsener
Amstel Pilsener is een Nederlands pilsbier van het merk Amstel.
Het bier wordt gebrouwen op verschillende locaties in Nederland (Zoeterwoude, 's-Hertogenbosch en Wijlre) door Heineken. Het is een goudgeel bier met een alcoholpercentage van 5,0%. De smaak van Amstel pilsener geldt als licht of lichtbitter, met een neutrale nasmaak.